# Kabir (dichter)
 Kabir (1398-1518) was een 15e-eeuwse Indiase mystieke dichter en heilige. Zijn geschriften hebben grote invloed gehad op de Bhakti-beweging van het hindoeïsme. Zijn verzen zijn te vinden in de belangrijke godsdienstige geschriften van het Sikhisme.
Kabir werd geboren in de Indiase stad Varanasi. Hij staat bekend als kritisch over zowel georganiseerde religies. Hij zette vraagtekens bij wat hij beschouwde als de zinloze en onethische praktijken van alle religies, vooral wat hij beschouwde als de verkeerde praktijken in de hindoeïsme en de islam. Tijdens zijn leven werd hij bedreigd door zowel hindoes als moslims vanwege zijn opvattingen.  Na zijn dood werd zijn nalatenschap echter zowel door  hindoes als moslims geclaimd. 
Kabir zag het goddelijke in alle dingen en was een aanhanger van onthechting van de aangelegenheden van de wereld. Om de waarheid te kennen, stelde Kabir voor, dient men het "ik" of het ego vallen. Kabirs nalatenschap overleeft via de Kabir panth ("Path of Kabir"), een religieuze gemeenschap die hem erkent als de oprichter. De leden staan bekend als Kabir panthis.

## Levensloop
De precieze datum van geboorte en overlijden van Kabir zijn onduidelijk. Sommige historici geven de voorkeur aan 1398–1448 als de periode waarin Kabir leefde,  terwijl anderen voorstander zijn van 1440–1518. Traditioneel wordt aangenomen dat Kabir is geboren in 1398 (Samvat 1455), :14–15op de dag van de volle maan van de Jyeshtha-maand (volgens de historische hindoeïstische kalender Vikram Samvat ). 
Algemeen wordt aangenomen dat Kabir een van de vele discipelen is van de Bhakti-dichter-heilige Swami Ramananda in Varanasi, bekend om zijn devotionele Vaishnavisme met een sterke neiging tot monistische Advaita-filosofie die leert dat God zich in elke persoon bevindt.    Vroege teksten over zijn leven  zoals de Dabistan-i-Mazahib plaatsen hem zowel bij de Vaishnava-traditie van het hindoeïsme als bij de soefi-traditie van de islam. 
Kabirs familie zou in de plaats Kabir Chaura in Varanasi (Banaras) hebben gewoond.

## Poëzie
Kabirs gedichten zijn gesteld in de volkstaal Hindi, ontleend aan verschillende dialecten, waaronder Braj, Bhojpuri en Awadhi. Ze behandelen verschillende aspecten van het leven en roepen op tot liefdevolle toewijding aan God.  Kabir componeerde zijn verzen met eenvoudige Hindi-woorden. Het meeste van zijn werk ging over toewijding, mystiek en discipline.
Kabir en zijn volgelingen noemden zijn verbaal samengestelde gedichten van wijsheid "bāņīs" (uitingen). Deze omvatten liederen en coupletten, afwisselend dohe, śalokā (Sanskriet: ślokā) of sākhī (Sanskriet: sākṣī) genoemd. De laatste term betekent "getuige", wat impliceert dat de gedichten het bewijs zijn van de waarheid.
Literaire werken met composities die aan Kabir worden toegeschreven, zijn onder meer Kabir Bijak, Kabir Parachai, Sakhi Granth, Adi Granth (Sikh) en Kabir Granthawali (Rajasthan). Behalve Adi Granth bestaan er echter aanzienlijk verschillende versies van deze teksten en het is onduidelijk welke het origineel is.  De meest diepgaande wetenschappelijke analyse van verschillende versies en vertalingen wordt toegeschreven aan Charlotte Vaudeville, de 20e-eeuwse Franse geleerde op het gebied van Kabir.
Er zijn 82 werken toegeschreven aan Kabir zoals vermeld in Kabir en de Kabir panth door Westcott.
Kabirs gedichten werden mondeling gecomponeerd in de 15e eeuw en zijn oraal overgebracht tot in de 17e eeuw. Kabir Bijak werd voor het eerst in de 17e eeuw samengesteld en opgeschreven. Wetenschappers stellen dat deze vorm van overdracht, over geografie en over generaties heen, verandering, interpolatie en corruptie van de gedichten veroorzaakte. Waarschijnlijk zijn hele liederen later verzonnen en nieuwe coupletten ingevoegd door onbekende auteurs en toegeschreven aan Kabir, niet vanwege oneerlijkheid maar uit respect voor hem en de creatieve uitbundigheid van anonieme orale traditie die in Indiase literaire werken te vinden is.

### Authenticiteit
Talloze gedichten worden aan Kabir toegeschreven, maar geleerden twijfelen nu aan de authenticiteit van veel liedjes die aan hem worden toegeschreven.
Rabindranath Tagore's Engelse vertaling en compilatie One Hundred Poems of Kabir werd voor het eerst gepubliceerd in 1915, en is een klassieker, herdrukt en wijd verspreid, vooral in het Westen. Geleerden geloven dat slechts zes van de honderd gedichten authentiek zijn, en ze hebben zich afgevraagd of Tagore toen heersende theologische perspectieven op Kabir introduceerde, aangezien hij in het begin van de 20e eeuw gedichten vertaalde waarvan hij aannam dat ze van Kabir. De niet-authentieke gedichten behoren niettemin tot de Bhakti-beweging in het middeleeuwse India en zijn mogelijk gecomponeerd door bewonderaars van Kabir die later leefden.

### Filosofie
"Sommige moderne commentatoren hebben geprobeerd Kabir voor te stellen als iemand die het hindoeïsme en de islam samenbrengt; maar het beeld is onjuist. Terwijl hij naar eigen goeddunken putte uit verschillende tradities, verklaarde Kabir nadrukkelijk zijn onafhankelijkheid van beide grote religies van zijn landgenoten, en hij viel wat hij beschouwde als de dwaasheden van deze religies krachtig aan.
Reading book after book the whole world died,

and none ever became learned!

But understanding the root matter is what made them gain the knowledge!— Kabir Granthavali, XXXIII.3

### Kabir, Goeroe Nanak en de Goeroe Granth Sahib
De verzen van Kabir werden opgenomen in Goeroe Granth Sahib, de geschriften van het Sikhisme, waarbij verzen die aan Kabir werden toegeschreven de grootste niet-Sikh-bijdrage vormden.
Sommige geleerden stellen dat de ideeën van Kabir een van de vele invloeden waren op Goeroe Nanak, die in de vijftiende eeuw het sikhisme stichtte. Andere Sikh-geleerden zijn het daar niet mee eens en stellen dat er verschillen zijn tussen de opvattingen en praktijken van Kabir en Nanak.
McLeod plaatst Nanak in de Sant-traditie die Kabir omvatte en stelt dat hun fundamentele doctrines door Nanak werden gereproduceerd. JS Grewal betwist deze opvatting en stelt dat de benadering van McLeod beperkend is omdat "McLeod alleen rekening houdt met concepten, praktijken volledig negeert, hij zich concentreert op overeenkomsten en alle verschillen negeert".

## In de populaire cultuur
Er zijn verschillende toespelingen op Kabirs poëzie in de reguliere Indiase filmmuziek. De titelsong van het album Jhini van de soefi-fusionband Indian Ocean is een energieke weergave van Kabirs beroemde gedicht "The ingewikkeld geweven deken", met invloeden uit Indiase folk, soefi-tradities en progressieve rock. Dit gedicht en de dichter Kabir spelen een rol in de roman Arc van Richard Osinga.